# 簑原俊洋
簑原 俊洋（みのはら としひろ、1971年 - ）は、日本の国際政治学者。神戸大学大学院法学研究科・教授。専門は日米関係、アメリカ外交、国際政治、安全保障。米国カリフォルニア州出身。

## 略歴
1971年生まれ、米国カリフォルニア州出身。専門は、日米関係・アメリカ外交・国際政治・安全保障。1992年にカリフォルニア大学デイヴィス校卒業後、ユニオン・バンクに勤務。1994年に来日し、神戸大学大学院法学研究科に入学、五百旗頭真に師事する。排日移民法の研究で、同大学博士後期課程を一年短縮して1998年に修了・博士（政治学）。日本学術振興会特別研究員、神戸大学法学部助教授（1999年）、神戸大学大学院法学研究科助教授（2000年）を経て、2007年より現職。その間、ハーバード大学（2000年〜2001年客員研究員）、カリフォルニア大学アーバイン校（2002年客員教授）、カイロ大学、クウェート大学、ストックホルム大学、アイオワ大学（ノグチ・卓越フェロー）、オックスフォード大学（2005年客員フェロー）、ライデン大学（2006年客員教授）。その他、ソウル大学校、仁荷大学校、国立台北大学、中央研究院などで客員教授、ハーバード大学ライシャワー研究所リサーチ・アソシエイト、米日財団（USJLP）フェロー、英米財団（BAP）フェローを務める。2016年4月より（株）ＫRＥAＢシニアアドバイザー、2019年4月よりインド太平洋問題研究所（RIIPA）理事長。主著に『排日移民法と日米関係』（アメリカ学会清水博賞受賞）、『カリフォルニア州の排日運動と日米関係』、Tumultuous Decade: Empire, Society and Diplomacy in 1930s Japanなど多数。

## 著書
- 『排日移民法と日米関係－－「埴原書簡」の真相とその「重大なる結果」』岩波書店、2002年
- 『カリフォルニア州の排日運動と日米関係－－移民問題をめぐる日米摩擦，1906-1921年』有斐閣、 2006年
- 『アメリカの排日運動と日米関係－－「排日移民法」はなぜ成立したか』朝日新聞出版、2016年
- 『大統領から読むアメリカ史』第三文明社、2023年

### 編著
- 『ゼロ年代 日本の重大論点－－外交・安全保障で読み解く』柏書房、2011年
- 『「戦争」で読む日米関係100年－－日露戦争から対テロ戦争まで』朝日新聞出版、2012年
- Tumultuous Decade: Empire, Society and Diplomacy in 1930s Japan, University of Toronto Press, 2013
- The Decade of the Great War: Japan and the Wider World in the 1910s, Brill Publishers, 2014年
- 『ハンドブック近代日本外交史－－黒船来航から占領期まで』ミネルヴァ書房、2016年

### 共著
- （本郷和人）『「外圧」の日本史－－白村江の戦い・蒙古襲来・黒船から現代まで』 朝日新書、2023年

### 共同監修
- 『もう一つの日米交流史－－日米協会資料で読む20世紀』中央公論新社、2012年

### 論文
- 「日米暗号戦争と政策決定への影響－－なぜ『情報』は活かせなかったのか」『外交フォーラム』174号（2003年1月）
- 「日露戦争と列強への台頭－－小村外交と大陸国家への道」『国際問題』546号（2005年9月）